# Ephippiochthonius scythicus
Espèce
Synonymes
- Chthonius scythicus Georgescu & Cǎpuşe, 1994

Ephippiochthonius scythicus est une espèce de pseudoscorpions de la famille des Chthoniidae.

## Distribution
Cette espèce est endémique de Roumanie. Elle se rencontre dans la grotte Peștera Movile à Mangalia.

## Publication originale
- Georgescu & Cǎpuşe, 1994 : Sur les pseudoscorpions de la région de la grotte de Movile (Mangalia, Dobrogea du sud Roumanie). Travaux de l'Institut de Spéléologie Émile Racovitza, vol. 33, p. 63-78.